# MacTeX
MacTeX est une distribution TeX libre fondée sur TeX Live, spécialement destinée à la plate-forme Mac OS X. Elle inclut des logiciels spécifiques pour cet environnement et est configurée de façon à y fonctionner immédiatement, car elle fournit des valeurs par défaut convenables à des options qui, dans TeX Live, sont laissées au libre choix de l'utilisateur pour assurer la portabilité.
MacTeX est maintenue et distribuée par le groupe de travail TeXnique MacTeX, un sous-groupe du TUG. Comme TeX Live est également distribuée par le TUG, on peut voir MacTeX comme une re-distribution de TeX Live plutôt que comme un fork.
MacTeX 2010 a été publiée 10 septembre 2010 et comprend :
- TeX Live 2010, et en particulier XeTeX et LuaTeX ;
- Ghostscript ;
- l'utilitaire convert de ImageMagick ;
- quelques applications graphiques comme BibDesk (en), Excalibur, LaTeXiT, TeX Live Utility ou encore TeXShop, TeXworks.

MacTeX 2019 est disponible au téléchargement sur le site officiel de MacTeX.